# 日光ランドマーク
日光ランドマーク（にっこうランドマーク）は、栃木県日光市今市にある、スーパーマーケットのかましんと衣料品店のサンキを核店舗とした複合商業施設（ショッピングセンター）。
青い観覧車が特徴の建物である。
1983年（昭和58年）に開業したサンバード長崎屋今市店を前身とし、長崎屋の撤退後はかましんと今市市（後に日光市）の機関を核とする今市オアシスセンタープラザとして再生した。2008年（平成20年）に、とちぎ薬局を運営するジェイピーが建物を取得し、同社によって建て替えられ、2021年（令和3年）に日光ランドマークとして開業した。

## 歴史

### サンバード長崎屋（1983-2001）
日光市の中心市街地は、旧今市市の中心部である今市地区（今市市街地）である。今市地区は日光街道、日光例幣使街道、会津西街道などの集まる交通結節点であり、宿場町・市場町として成長してきた。今市の商圏は、東に宇都宮市、南に鹿沼市が控えているため、その方面への広がりは妨げられ、北側に伸びているのが特徴で、平成の大合併以前より日光広域圏（今市市、旧・日光市、藤原町、栗山村）の中心として機能していた。
この今市地区の中心にあった醤油醸造『高橋彌次右衛門商店』本社工場跡地に商業施設が作られ、1983年（昭和58年）4月に開業したのがサンバード長崎屋今市店であった。長崎屋は新曲『夏色のナンシー』を引っさげた、当時まだ駆け出しの早見優をゲストに迎えて開店し、10の商店会が連なっていた華やかなりし頃の今市地区の商業の核・集客拠点を成した。今市地区ではいせや（店舗面積：6,441 m2）と長崎屋（店舗面積：8,984 m2）が競合していたが、1999年（平成11年）にいせやが閉店、2001年（平成13年）に長崎屋も撤退した。背景には郊外部への大規模小売店舗の進出があり、1998年（平成10年）に10,191人あった今市地区の歩行者通行量（1日当たり）は、2001年（平成13年）には4,465人へと減少した。

### 今市オアシスセンタープラザ（2001-2008）
長崎屋撤退によって生じた空きビルには、2001年（平成13年）7月にスーパーマーケットのかましんと、今市市が設置した市民サービスセンターが入り、「今市オアシスセンタープラザ」として再生した。後にサンキやシルク（100円ショップ）などが出店し、今市市もサービスセンターに加え、2004年（平成16年）10月に地域子育て支援センターを設置した。

### ショッピングプラザ日光（2008-2021）

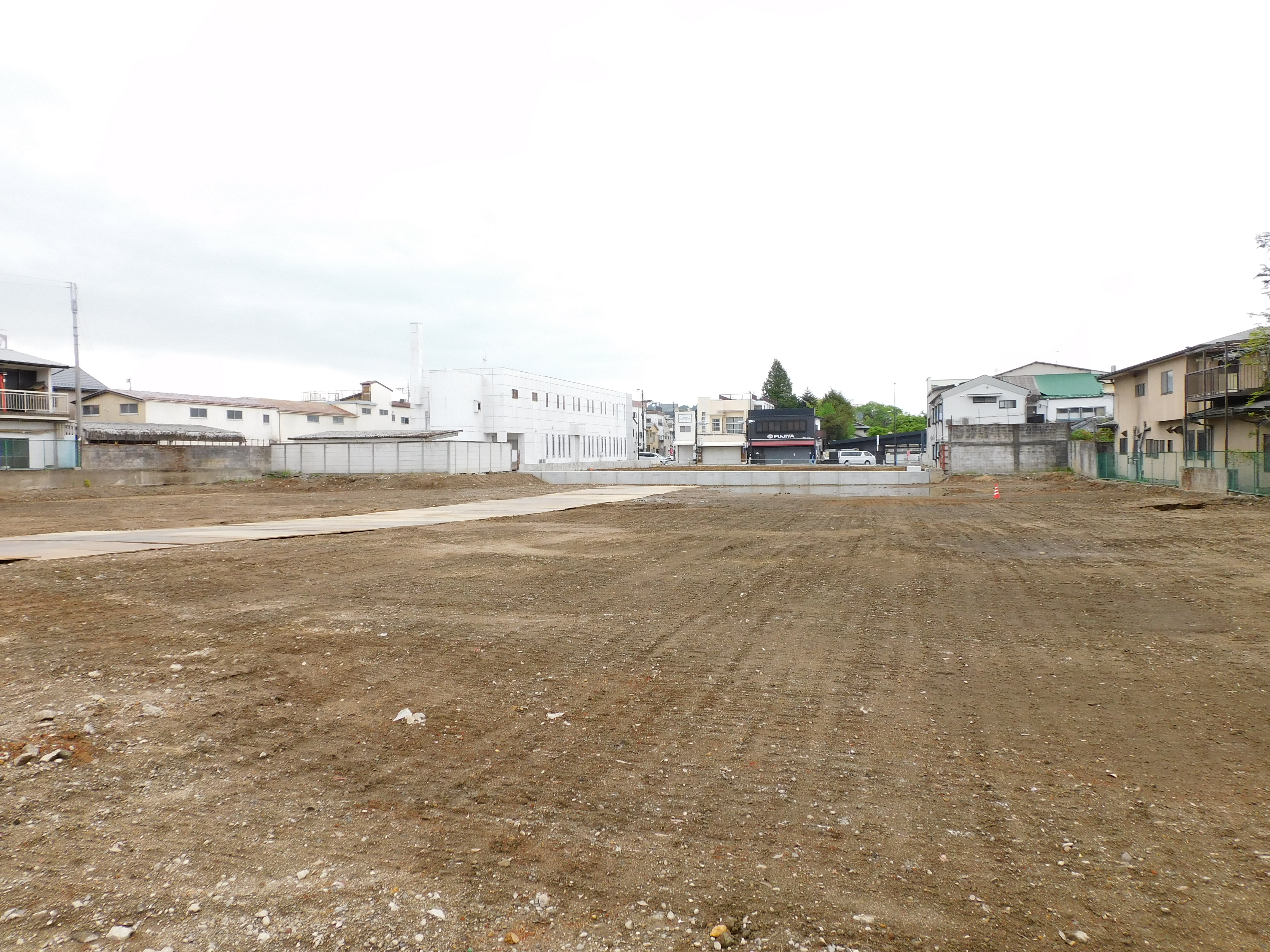
ショッピングプラザ日光の跡地（2022年）

2008年（平成20年）10月にはビルのオーナーの交代により、とちぎ薬局を運営するジェイピーの所有となり、「ショッピングプラザ日光」に改称した。ビルを取得したジェイピーは、冬の夜にイルミネーションを実施するなど、新たな取り組みを開始した。この間、歩行者通行量は増減を繰り返しながら、4,000 - 5,000人台で2010年（平成22年）まで推移したが、商店主の高齢化や後継者の不在により、今市地区の商店会は5つに減少した。市町村合併により日光市の一部となった今市地区は、2011年（平成23年）に中心市街地活性化基本計画の認定を受け、同計画で「既存ストックを活用した事業」の一環として「ショッピングプラザ日光ビルの再活用」が掲げられた。この事業はビル内の空きフロアの活用策を検討するもので、第三セクターのオアシス今市と民間業者が事業主体に位置付けられた。
2017年（平成29年）8月、ジェイピーがショッピンプラザ日光の移転・建て替えを発表した。移転先はショッピンプラザ日光の裏手にある第2駐車場で、新店舗の名称は「日光ランドマーク」とし、地上3階建てで屋上に観覧車を設置し、駅前のランドマークとなることを目指した。同年10月には新店舗の延床面積を6,600 - 8,200 m2、観覧車は直径約20 mでゴンドラは12台、テナントは市の機関を含めショッピングプラザ日光からそのまま移行することを計画中であると報じられ、2020年（令和2年）4月の開業を予定していた。2018年（平成30年）7月には、歩きたくなるまちづくり委員会が、建て替えによって長崎屋以来の建物がなくなることを偲び、屋上でビアガーデンを企画した。ビアガーデンはこれが初の開催であり、7月27日から7月29日までの3日間開催する予定であったが、中日の7月28日は台風が接近したため中止となった。
2019年（平成31年）2月27日、建て替えのためショッピングプラザ日光のイルミネーションをわたらせ渓谷鐵道わたらせ渓谷線足尾駅前でイルミネーションを行っている足尾歴史館トロッコ部へ寄贈した。同年4月には当初計画より1年遅れの2021年（令和3年）4月に開業すること、観覧車の直径を約25 mへと変更し、発光ダイオード（LED）によるイルミネーションを行うことなどを発表した。遅れの理由は2020年東京オリンピック（1年延期）による資材・人手不足とされた。

### 日光ランドマーク（2021-）
2020年（令和2年）7月21日、ジェイピーは日光ランドマークの新設を市に届け出た。この時点では新設日を2021年（令和3年）3月22日としていた。これに先立つ2019年（令和元年）10月に着工し、2021年（令和3年）2月に竣工した。施工は渡辺建設で、担当者は「敷地いっぱいの建物建設で大変」だったとコメントしている。同年4月1日に開業した。
2021年（令和3年）12月、集客力向上のために、9Dバーチャルリアリティシミュレータを4階に設置した。このシミュレータは、VR映像や座席の振動、風の吹き出しなどでスポーツ・ホラー・ローラーコースターなど144種類の体験ができる筐体である。
2022年（令和4年）6月14日には救助訓練が行われ、地震に伴う火災が発生し、観覧車のゴンドラに乗客が1人取り残されたという想定ではしご車による救助が実演された。

## 施設
建物は鉄骨構造地上4階建てで、延床面積は3,315 m2である。テナントのほとんどは、市の施設を含め、前身のショッピングプラザ日光から引き継いだものである。
館内
| 階  | フロア構成         | フロア構成 |
| --- | ------------------ | --- |
| 4階 | レストラン・観覧車 | カフェ レストラン ロケーション、観覧車、チケット販売所、事務所、9Dバーチャルリアリティシミュレータ                                                                                                   |
| 3階 | 市の機関           | 日光市地域子育て支援センター、日光市消費生活センター |
| 3階 | テナント           | カーブス日光ランドマーク、波岡歯科、100円ショップ テンオー今市店、ふじかみ、ルンビニーミュージックセンター今市（ヤマハ音楽教室・英語教室）、福田珠算教室、パソコンスクールライズ日光ランドマーク教室 |
| 2階 | 衣料品             | サンキ今市店 |
| 1階 | 食品スーパー       | かましん日光ランドマーク店、ホワイト急便かましん日光ランドマーク店 |

## 観覧車

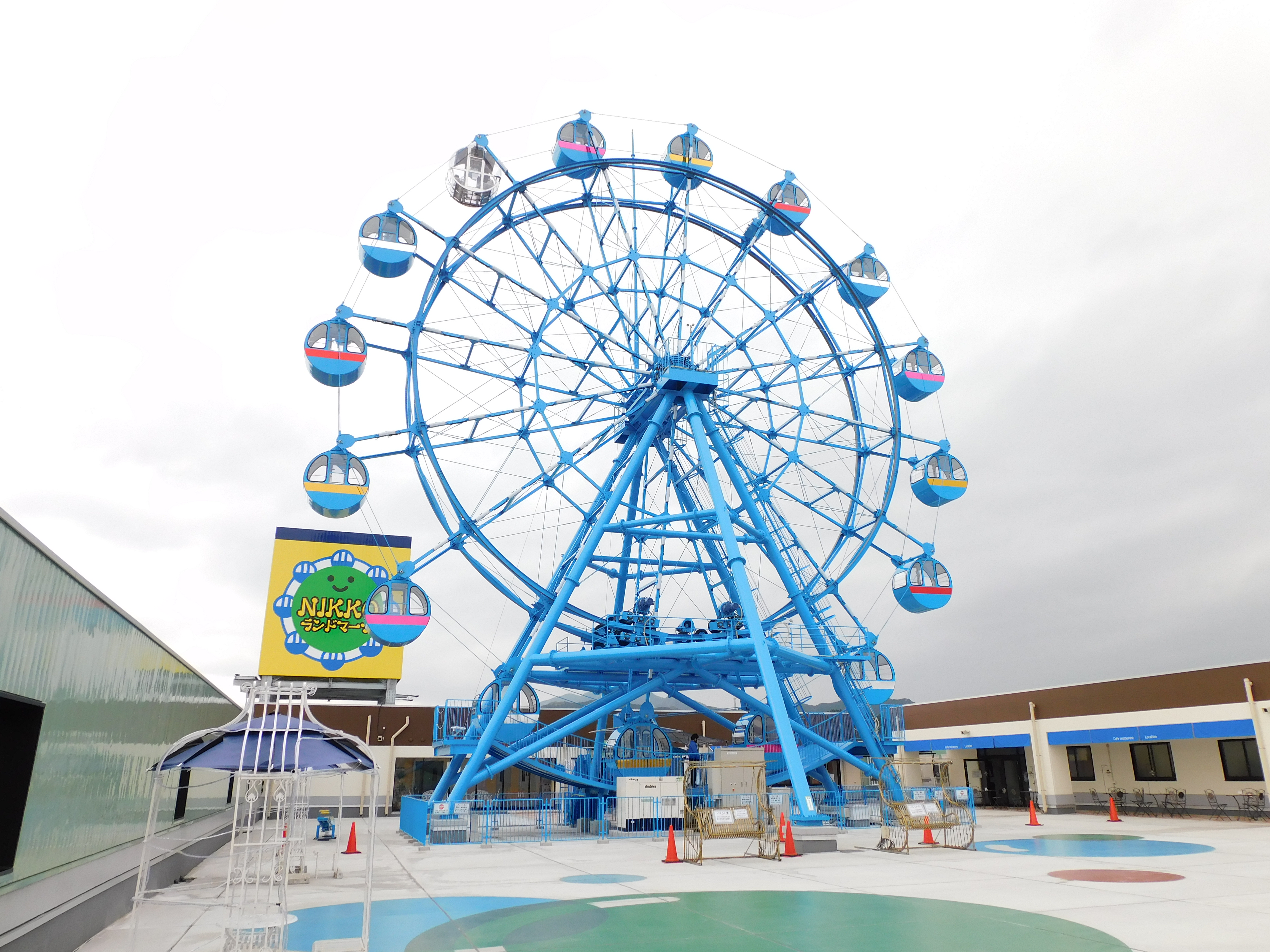
観覧車

施設の4階（屋上）に観覧車がある。この観覧車は、ジェイピーの系列企業であるジャパンプランナーが運営し、同じ4階にあるカフェ レストラン ロケーションも同社が手掛ける。日光市には、これまで観覧車はなく、この観覧車が初めての設置となる。
観覧車の直径は25 m、ゴンドラの定員は4人である。ゴンドラは16基あり、うち1基は壁・天井が透明のスケルトン仕様である。景観に配慮し、青一色で統一されている。
観覧車の片方の面にLEDが112本取り付けられており、夕方から22時まで色とりどりに発光する。発光パターンは日替わりで、毎日不定時に6分間、ハートマークを浮かび上がらせる。
観覧車は建て替えが発表された2017年（平成29年）の時点から設置が計画されていたものであった。当初は直径20 m、ゴンドラ12基で計画していたが、2019年（平成31年）4月に大型化を発表し、直径25 m、ゴンドラ16基となった。観覧車の建設工事は2021年（令和3年）1月中旬に始まり、同年2月には骨組みができ上がり、同月17日にLEDの試験点灯が行われた。日光ランドマークの開業と同時に営業を開始した。
基本は無休で、荒天時などに休止することがある。観覧車の営業時間は10時から21時である。1周の所要時間は約6分で、乗車料金は大人500円、子供300円である。（子供料金は3歳以上18歳以下に適用される。）1基限定のスケルトンゴンドラに乗車を希望する場合は、専用の待機列に並んで待つ。地上からの高さは約40 mで、天候が良ければ日光連山を望むことができる。

## 交通
- JR日光線今市駅より徒歩3 - 10分[31][32]。
- 東武日光線下今市駅より徒歩7 - 15分[31][32]。
- 道の駅日光ニコニコ本陣より徒歩4分[31]。